# Liang Chow
Liang Chow, precedentemente chiamato Qiao Liang (喬良T, 乔良S, Qiáo LiángP; Pechino, 1º gennaio 1968), è un allenatore di ginnastica artistica ed ex ginnasta cinese naturalizzato statunitense nel 2002.

## Biografia
Cresciuto a Pechino, è stato nella squadra nazionale cinese di ginnastica artistica, vincendo numerose medaglie nazionali e più di 30 medaglie internazionali, tuttavia non ha potuto gareggiare alle Olimpiadi del 1988 perché era troppo giovane, e alle Olimpiadi del 1992 a causa di un infortunio alla schiena; in quell'anno si ritirò dalle competizioni.
Nel 1991 si trasferisce negli Stati Uniti d'America, accettando una borsa di studio e qualche ruolo come assistente allenatore; qui apre anche una palestra per la formazione di ginnaste.
Dal 1998 è allenatore della Nazionale di ginnastica artistica femminile degli Stati Uniti d'America: ha allenato Shawn Johnson per i Giochi della XXIX Olimpiade e, dal 2010, Gabrielle Douglas per i Giochi della XXX Olimpiade.